# つくし野 (我孫子市)
つくし野は、千葉県我孫子市の地名。現行行政地名はつくし野一丁目から七丁目まである。郵便番号270-1164。

## 地理
我孫子市北西部に位置する。北は布施新町、東は並木、南は我孫子、西は布施新田、久寺家に隣接する。

## 歴史
昭和56年(1981年)に起立。新たに増設された住宅地。
周辺に分布するつくしから名前がつけられた。

## 施設
- 我孫子市立並木小学校
- 我孫子市立根戸小学校
- 我孫子市立久寺家中学校
- 我孫子市消防本部西消防署つくし野分署
- つくしの幼稚園